# H2 (manga)
H2 (エイチツー, Eichi Tsū) est un manga de Mitsuru Adachi, auteur de Rough. Il a été adapté en une série d'anime de 41 épisodes ainsi qu'un drama de 11 épisodes.

## Synopsis
L'histoire débute avec Hiro Kunimi, jeune joueur de baseball mit en quarantaine à cause de son coude dit "en verre". Hiro avait une carrière professionnelle devant lui mais son coude lui a fait arrêter son sport fétiche qui était le baseball. Il était le lanceur vedette de son collège avec à ses côtés Hideo Tachibana, le 4e batteur ainsi que Noda Atsushi avec qui il avait la meilleure batterie du tournoi.

## Personnages
- Hiro Kunimi
- Noda Atsushi
- Hideo Tachibana
- Hikari Amamiya
- Haruka Koga

## Manga
H2 est un manga de 34 volumes publié au Japon entre 1992 et 1999 dans le magazine Weekly Shōnen Sunday. En France, il est édité en intégralité chez Tonkam.
- Volume 1, 09/2006,  (ISBN 978-2-84580-875-1)
- Volume 2, 11/2006,  (ISBN 978-2-84580-876-8)
- Volume 3, 01/2007,  (ISBN 978-2-84580-877-5)
- Volume 4, 07/03/2007,  (ISBN 978-2-84580-878-2)
- Volume 5, 09/05/2007,  (ISBN 978-2-84580-879-9)
- Volume 6, 11/07/2007,  (ISBN 978-2-84580-880-5)
- Volume 7, 05/09/2007,  (ISBN 978-2-84580-881-2)
- Volume 8, 07/11/2007,  (ISBN 978-2-84580-882-9)
- Volume 9, 09/01/2008,  (ISBN 978-2-84580-883-6)
- Volume 10, 03/2008,  (ISBN 978-2-84580-884-3)
- Volume 11, 05/2008,  (ISBN 978-2-84580-885-0)
- Volume 12, 07/2008,  (ISBN 978-2-84580-886-7)
- Volume 13, 09/2008,  (ISBN 978-2-84580-887-4)
- Volume 14, 11/2008,  (ISBN 978-2-84580-888-1)
- Volume 15, 01/2009,  (ISBN 978-2-84580-889-8)
- Volume 16, 03/2009,  (ISBN 978-2-84580-890-4)
- Volume 17, 05/2009,  (ISBN 978-2-84580-891-1)
- Volume 18, 07/2009,  (ISBN 978-2-84580-892-8)
- Volume 19, 09/2009,  (ISBN 978-2-84580-893-5)
- Volume 20, 11/2009,  (ISBN 978-2-84580-894-2)
- Volume 21, 01/2010,  (ISBN 978-2-84580-895-9)
- Volume 22, 03/2010,  (ISBN 978-2-84580-896-6)
- Volume 23, 05/2010,  (ISBN 978-2-84580-897-3)
- Volume 24, 07/2010,  (ISBN 978-2-84580-898-0)
- Volume 25, 09/2010,  (ISBN 978-2-84580-899-7)
- Volume 26, 10/2010,  (ISBN 978-2-84580-900-0)
- Volume 27, 01/2011,  (ISBN 978-2-84580-901-7)
- Volume 28, 03/2011,  (ISBN 978-2-84580-902-4)
- Volume 29, 05/2011,  (ISBN 978-2-84580-903-1)
- Volume 30, 07/2011,  (ISBN 978-2-84580-904-8)
- Volume 31, 09/2011,  (ISBN 978-2-84580-905-5)
- Volume 32, 11/2011,  (ISBN 978-2-84580-906-2)
- Volume 33, 12/2011,  (ISBN 978-2-84580-907-9)
- Volume 34, 01/2012,  (ISBN 978-2-84580-908-6)

## Anime
Une série télévisée animé de 41 épisodes a été produite par le studio d'animation Ashi Productions et diffusée entre le 1er juin 1995 et le 21 mars 1996 sur la chaîne TV Asahi,.

### Liste des épisodes
| No | Titre français                                             | Titre japonais                         | Titre japonais                                    | Date de 1re diffusion |
| No | Titre français                                             | Kanji                                  | Rōmaji                                            | Date de 1re diffusion |
| -- | ---------------------------------------------------------- | -------------------------------------- | ------------------------------------------------- | --------------------- |
| 1  | Jeunesse = Baseball ?                                      | 青春=（イコール）野球ですか            | Seishun = (ikōru) yakyūdesu ka                    | 1er juin 1995         |
| 2  | Vise le Kokugikan de Ryôgoku                               | めざせ両国国技館                       | Mezase ryoogoku kokugikan                         | 8 juin 1995           |
| 3  | Hé, le club de foot…                                       | おいおいサッカー部                     | Oioi sakkaa-bu                                    | 15 juin 1995          |
| 4  | Au baseball c'était différent                              | 野球だけは別だった                     | Yakyuu dake wa betsudatta                         | 22 juin 1995          |
| 5  | Il faut s'inscrire pour entrer dans l'équipe ?             | 入会届が必要ですか？                   | Nyuukai-todoke ga hitsuyoodesu ka?                | 29 juin 1995          |
| 6  | Voilà qui est Hiro Kunimi !                                | これが国見比呂だ！                     | Kore ga Kunimi Hiro da!                           | 6 juillet 1995        |
| 7  | Tu quittes l'équipe de baseball ?                          | 愛好会、やめますか？                   | Aikoo-kai, yamemasu ka?                           | 13 juillet 1995       |
| 8  | Le coude de verre                                          | ガラスのヒジだってさ                   | Garasu no hiji datte sa                           | 20 juillet 1995       |
| 9  | Dieu voulait sûrement voir ça                              | 神様が見たかったんだろ                 | Kamisama ga mitakatta ndaro                       | 27 juillet 1995       |
| 10 | Ca tourne mal...                                           | いやな展開だな…                        | Iyana tenkaida na...                              | 3 août 1995           |
| 11 | Battons le lycée Meiwa                                     | 打倒！明和第一                         | Datto! Meiwa daichi                               | 10 août 1995          |
| 12 | Je n'ai peut-être pas de chance                            | クジ運ないのかな                       | Kuji un nai no ka na                              | 17 août 1995          |
| 13 | Si tu es mon ami, tu comprendras                           | 友達ならわかるよね                     | Tomodachinara wakaru yo ne                        | 24 août 1995          |
| 14 | C'est l'équipe de réserve                                  | 二軍が出てきたぜ                       | Ni-gun ga dete kita ze                            | 31 août 1995          |
| 15 | Je suis plutôt cool, non ?                                 | けっこうカッコいいだろ                 | Kekkoo kakkoiidaro                                | 7 septembre 1995      |
| 16 | Tu ne t'es pas trompée, cette fois                         | 今度はハズレじゃないわよ               | Kondo wa hazure janai wa yo                       | 14 septembre 1995     |
| 17 | Hiro est blessé ? Que fera l'équipe de Senkawa ?           | 比呂負傷!?どうする野球愛好会           | Hiro fushoo! Doo suru yakyuuaikookai              | 21 septembre 1995     |
| 18 | Intense 9e manche ! Kunimi à la batte...                   | 熱戦九回裏！バッターは国見…            | Nessen kyuukaiura! Battaa wa Kunimi...            | 5 octobre 1995        |
| 19 | Retournement de situation ! Naissance du club de Senkawa ? | 大逆転！千川野球部誕生？               | Dai gyakuten! Senkawa Yakyubu Tanjo ?             | 5 octobre 1995        |
| 20 | Poursuite ! Hiro contre Haruka                             | 追跡！比呂VS春華                       | Tsuiseki! Hiro VS Haruka                          | 19 octobre 1995       |
| 21 | Haruka, Hikari, Hiro et ka mère                            | 春華とひかりと比呂の海                 | Haruka to Hikari to Hiro no umi                   | 26 octobre 1995       |
| 22 | Remplaçant au rendez-vous. Impossible de rentrer           | 代打デート・帰れない二人               | Daida deeto kaerenaifutari                        | 2 novembre 1995       |
| 23 | Impossible de dormir... Une nuit tous les deux             | 眠れないよ…二人だけの夜                | Nemurenai yo... futaridake no yoru                | 9 novembre 1995       |
| 24 | L'été de chacun, tel un feu d'artifice                     | それぞれの夏・花火のように             | Sorezore no natsu hanabi no yoo ni                | 16 novembre 1995      |
| 25 | Voici l'entraîneur ! Je suis Fujio Koga                    | 監督決定！私が古賀富士夫です           | Kantoku kettei! Watashi ga Koga Fujio desu        | 23 novembre 1995      |
| 26 | Adieu les 3e années ! Un match émouvant                    | サヨナラ先輩！涙の壮行試合             | Sayonara senpai! Namida no sookoo shiai           | 30 novembre 1995      |
| 27 | Le Home run miraculeux de Hide                             | ヒデちゃん幻のホームラン               | Hide-chan maboroshi no hoomuran                   | 7 décembre 1995       |
| 28 | Match d'inauguration ! Voilà des types dangereux           | 記念試合！危ない奴らがやって来た       | Kinen shiai! Abunai yatsura ga yattekita          | 14 décembre 1995      |
| 29 | Hikari a des ennuis ! Un piège de Shûji ?                  | ひかりピンチ！周二の罠!                | Hikari pinchi! Shuuji no wana!                    | 21 décembre 1995      |
| 30 | Le mensonge de Hikari, les larmes de Hiro                  | ひかりのウソ比呂の涙                   | Hikaru no uso, Hiro no namida                     | 11 janvier 1996       |
| 31 | De nouveaux rivaux ! Eikyoo et Hirota                      | 新たなる好敵手（ライバル）！栄京・広田 | Aratanaru kootekishi (raibaru)! Sakae Kyoo Hirota | 18 janvier 1996       |
| 32 | Tachibana le génie. Un tour de folie                       | 天才・橘気迫のバッターボックス         | Tensai Tachibana kihaku no battaanokkusu          | 25 janvier 1996       |
| 33 | La fête de Senkawa ! Bienvenue au lycée Eikyoo             | 千川祭歓迎！栄京学園さま               | Senkawa-sai kangei! Seikyo Gakuen-sama            | 1er février 1996      |
| 34 | J'aime les matchs sérieux                                  | 真剣勝負は嫌いじゃないさ               | Shinken shoobu wa kiraijanai sa                   | 8 février 1996        |
| 35 | Tu veux que j'annonce l'élimination ?                      | 予告三振しろってか？                   | Yokoku sanshin shiro tte ka?                      | 22 février 1996       |
| 36 | Dans mon cahier des scores, il y a 3 à 1                   | 俺のスコアブックは3対1さ               | Ore no sukuobukku wa 3 tai 1-sa                   | 29 février 1996       |
| 37 | Atchoum ! Vine attente dans le carton                      | クシュン！ダンボールの中の待ちぼうけ   | Kushun! Danbooru no naka no machiboote            | 7 mars 1996           |
| 38 | 1er rendez-vous ! Je compte sur toi à l'avenir             | 初デート！これからもよろしく           | Hatsu deeto! Korekara no yoroshiku                | 14 mars 1996          |
| 39 | Tu as encore un plâtre au cœur                             | 心のギブスがとれてねえぞ               | Kokoro no gibusu ga tore tenee zo                 | Jamais diffusé        |
| 40 | Un rêve qui ne changera jamais                             | いつまでも変わらない夢                 | Itsu made mo kawaranai yume                       | Jamais diffusé        |
| 41 | La promesse pour l'été. Ca ne fait que commencer !         | 夏への誓いここからスタート！           | Natsu e no chikai koko kara sutaato!              | 21 mars 1996          |